# Забор'євське сільське поселення (Ленінградська область)
Забор'євське сільське поселення (рос. Заборьевское сельское поселение) — колишнє муніципальне утворення у складі Бокситогорського району Ленінградської області. Адміністративним центром було селище Забор'є. На території поселення знаходяться 32 населені пункти.

## Склад
До складу поселення входили такі населені пункти — 12 присілків, 7 селищ:
| Населений пункт | Тип нп   | Населення, осіб (2012) |
| --------------- | -------- | ---------------------- |
| Забор'є         | селище   | 1 211                  |
| Великий Двір    | селище   | 2                      |
| Врачово         | присілок | 13                     |
| Головачово      | селище   | 28                     |
| Івановське      | присілок | 9                      |
| Івахново        | присілок | 14                     |
| Коробище        | присілок | 13                     |
| Косий Ухаб      | селище   | 3                      |
| Костеріно       | присілок | 4                      |
| Крутий Ручай    | селище   | 0                      |
| Лєсной          | селище   | 26                     |
| Лідь            | присілок | 26                     |
| Лиственка       | присілок | 21                     |
| Лукинське       | присілок | 0                      |
| Нечаєвська      | присілок | 9                      |
| Ольєші          | присілок | 135                    |
| Перегорода      | присілок | 3                      |
| Перунь          | присілок | 1                      |
| Утиш'є          | селище   | 145                    |